# Александар Урдаревски
Александар Урдаревски Станко (Чучер, код Скопља, 1920 — Старо Грацко, код Липљана, 1. фебруар 1943) био је учесник Народноослободилачке борбе и народни херој Југославије.

## Биографија
Рођен је 1920. године у селу Чучер код Скопља, као други син од оца Тодора Урдаревића који је био српски учитељ и мајке Велике Урдаревић рођене Челикић. Александар Урдаревић се тако презивао све до своје смрти. После основне школе похађао је гимназију у Скопљу, где је завршио малу матуру. Већ тада је почео да се у кључује у политички живот. После мале матуре, отишао је у пољопривредну школу у Неготину. Тамо је почео активно да сарађује са скојевцима и добивао марксистичку литературуу селу Буково. Ту је примљен и у чланство Савеза комунистичке омладине Југославије, а 1938. године постао је секретар омладинског актива у школи. Крајем 1939. године примљен је у чланство Комунистичке партије Југославије (КПЈ).
У јесен 1940. године уписао се у Пољопривредно-шумарски факултет у Београду. Као већ формирани комуниста, био је активан учесник београдског револуционарног покрета и свих акција које је КПЈ организовала. Полиција га је после једне демонстрације ухапсила и одвела у Главњачу. У затвору је издржао мучење и није признао да је комуниста. Кад је пуштен из затвора, наставио је са политичким радом.
Приликом формирања Првог партизанског одреда у Скопљу, Александар је постао борац у одреду. После расформирања одреда, вратио се партијском раду на овом терену. Припремао је обнављање одреда, који је ускоро поново формиран. Пошто је до сада Александар већ био истакнути борац, бугарски судови су га осудили у одсуству и за њим су биле расписиване тералице са наградом свакоме ко га ухвати живог или убије. Упркос томе, он је и даље долазио по партијским задацима у Скопље.
Када је добио задатак да се повеже с косовским партизанима, он је обавио тај задатак и постао командант заједничког македонско-косовског одреда на Скопсокој Црној гори. Нарочито су биле познате борбе које је одред водио против Италијана и балиста на Бинач-планини, у којима се Александар истакао.
Маневришући на терену јужне Србије, Косова и Македоније, Александар се с једном групом бораца Кавадарског партизанског одреда, чији је био командант упутио се ка Неродимљу. На том путу је 1. фебруара 1943. године застао у селу Старом Грацком, код Липљана. Партизани су овде били опкољени од стране италијанско-албанских снага, након чега се развила тешка и неравноправна борба у којој је погинуло свих осам чланова групе, осим једне партизанке која је била заробљена. Међу погинулим партизанима, поред Александра Урдаревског био је и политички комесар овог Одреда Војислав Лакчевић, народни херој.
Много година касније Александровим родитељима је у посету дошао отац једног од погинулих партизана који је рекао да зна где су тела настрадалих. Тако су његови посмртни остатци пренети у део Скопске Црне Горе који се сада по њему зове Сандево. (Мајка Велика га је из милоште звала Санде.
Указом Президијума Народне скупштине ФНР Југославије 20. децембра 1951. проглашен је за народног хероја.

## Галерија
- Биста Александра Урдаревског у Чучер-Сандеву
- Спомен плоча палим борцима у НОБ из Чучер-Сандева, међу којима је Александар Урдаревски
- Спомен-плоча на родној кући Александра Урдаревског